# Zatopić pancernik Bismarck!
Zatopić pancernik Bismarck! (org. Sink the Bismarck!) – angielski film wojenny z 1960 roku w reż. Lewisa Gilberta na podstawie powieści Cecila S. Forestera pt. Last Nine Days of the Bismarck (1958). Film oparty jest na autentycznych wydarzeniach jakie miały miejsce podczas II wojny światowej na Atlantyku.  

## Fabuła
II wojna światowa. Niemcy wysyłają na Atlantyk super nowoczesny pancernik „Bismarck”, którego potężne działa są w stanie skutecznie zagrozić alianckim konwojom. Brytyjska admiralicja niezwłocznie podejmuje kroki w celu powstrzymania intruza. Szef operacji – kpt. Shepard kompletuje zespół okrętów mających za zadanie wykryć a następnie zatopić niemiecką jednostkę. W tym celu energiczny i stanowczy Shepard nie waha się nawet osłabić osłony konwojów i ściągnąć brytyjskie jednostki z samego Gibraltaru. Pomimo początkowych niepowodzeń (Brytyjczycy w pierwszym starciu z „Bismarckiem” tracą dumę swojej floty – krążownik „Hood”), po wielogodzinnym pościgu niemiecki kolos zostaje w końcu osaczony i zatopiony. 
Główny wątek filmu przeplata się z osobistymi perypetiami głównego bohatera filmu kpt. Sheparda – jego troski o losy biorącego udział w akcji syna i coraz bardziej narastającej sympatii wobec swojej podwładnej panny Davis.

## Obsada aktorska
- Kenneth More – kpt. Jonathan Shepard
- Dana Wynter – drugi oficer Anne Davis
- Carl Möhner – kpt. Lindemann
- Laurence Naismith – Pierwszy Lord Admiralicji (Sir Dudley Pound)
- Karel Štěpánek – adm. Günther Lütjens
- Maurice Denham – por. Richards
- Mark Dignam – d-ca „Ark Royal”
- Michael Goodliffe – kpt. Banister
- Jack Gwillim – d-ca „King George V”
- Esmond Knight – d-ca „Prince of Wales”
- Eduard R. Murrow – on sam
- Michael Hordern – adm. Tovey
- Geoffrey Keen – z-ca dowódcy floty
- Jack Watling – sygnalista
- Ernest Clark – d-ca „Suffolka”
- John Horsley – d-ca „Sheffielda”
- Peter Burton – d-ca niszczyciela
- John Stuart – d-ca „Hooda”

i inni.